# Mövchentauben

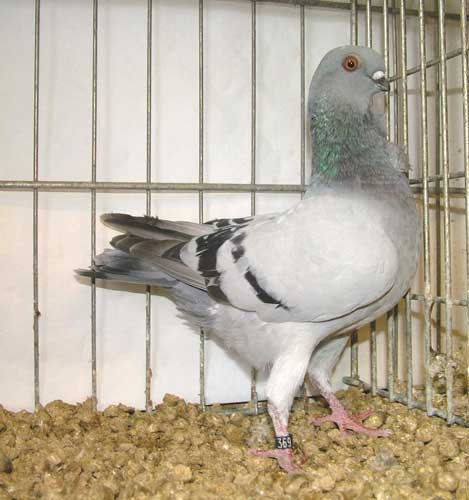
Italienisches Mövchen

Die Mövchentauben sind Zuchtformen der Haustaube, die im Vergleich zu anderen Rassengruppen nur leichte Veränderungen gegenüber der Stammform der Haustauben, der Felsentaube, aufweisen.
Die durch die Europäische Standard Kommission für Tauben (ESKT) des Europäischen Verbandes für Geflügel-, Tauben-, Vogel-, Kaninchen- und Caviazucht (EE) bestätigten Rassen sind:
- Aachener Lackschildmövchen, ELRT-Nr. 0705, D
- Altdeutsches Mövchen, ELRT-Nr. 0704, D
- Altholländisches Mövchen, ELRT-Nr. 0703, NL (Niederländischer Name: Oudhollandse Meeuw[1])
- Altorientalisches Mövchen, ELRT-Nr. 0726, D(USA) (Britischer Name: Old Oriental Owl[2])
- Anatolisches Mövchen, ELRT-Nr. 0713, D
- Antwerpener Smerle, ELRT-Nr. 0701, B (Belgischer Name: Antwerpse Smierel[1])
- Barbarisi Mövchen, ELRT-Nr. 0725, SYR(D)
- Bulgarisches Schildmövchen, ELRT-Nr. 0727, BG (Bulgarischer Name: Balgarska schtschnitna tschajka[1])
- Deutsches Farbenschwanzmövchen, ELRT-Nr. 0709, D
- Deutsches Schildmövchen, ELRT-Nr. 0708, D
- Dominomövchen, ELRT-Nr. 0715, GB (Britischer Name: Domino Frill[2])
- Einfarbiges Mövchen, ELRT-Nr. 0710, GB (Britischer Name: African Owl[2])
- Englisches Owl Mövchen, ELRT-Nr. 0712, GB (Britischer Name: English Owl[2])
- Figurita Mövchen, ELRT-Nr. 0722, E (Spanischer Name: Figurita de Sevilla[1])
- Flandische Smerle, ELRT-Nr. 0702, B (Belgischer Name: Vlaanderse Smierel[1])
- Französisches Mövchen, ELRT-Nr. 0717, F (Französischer Name: Cravaté Français[2])
- Genter Mövchen, ELRT-Nr. 0718, B (Belgischer Name: Gentse Meeuw[1])
- Hamburger Sticken, ELRT-Nr. 0707, D
- Italienisches Mövchen, ELRT-Nr. 0707, I (Italienischer Name: Cravattato Italiano[1])
- Lütticher Barbet, ELRT-Nr. 0723, B (Belgischer Name: Luikse Barbet[1])
- Lütticher Mövchen, ELRT-Nr. 0719, B (Belgischer Name: Luikse Meeuw[1])
- Orientalisches Mövchen, ELRT-Nr. 0714, GB (Britischer Name: Oriental Frill[2])
- Polnisches Mövchen, ELRT-Nr. 0724, PL (Polnischer Name: Mewka Polska[1])
- Schwedisches Mövchen, ELRT-Nr. 0720, S (Schwedischer Name: Svensk Mäfiker[1])
- Tunesisches Mövchen, ELRT-Nr. 0721, F (Französischer Name: Cravaté Tunisien[2])
- Turbiteenmövchen, ELRT-Nr. 0716, GB (Britischer Name: Turbiteen[2])
- Turbitmövchen, ELRT-Nr. 0711, GB (Britischer Name: Turbit[2])